# من ضربك على خدك

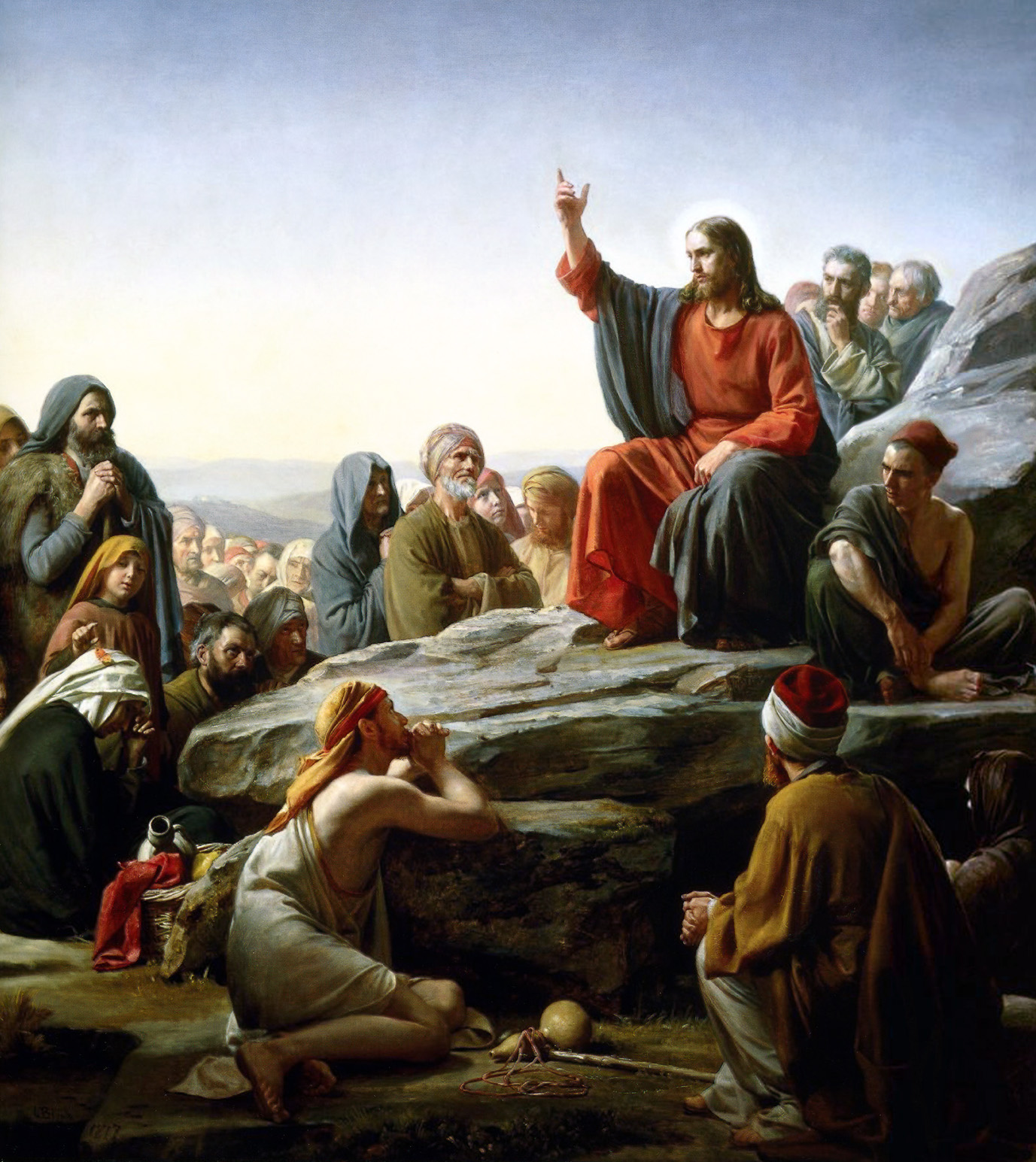
الموعظة على الجبل - قيل بأن المسيح ذكر مقولة «من ضربك على خدك» خلال هذه الخطبة.

من ضربك على خدك هي عبارة في العقيدة المسيحية منسوبة للمسيح، قيل بأنه قالها ضمن خطبته التي عرفت بـ الموعظة على الجبل، وتشير إلى عدم الرد على الإهانة بالمثل. يُفسَّر هذا النص بطرق مختلفة، منها قبول المرء لوضعه، أو الدعوة إلى عدم المقاومة، أو تأييد مبدأ السلام المسيحي.[بحاجة لمصدر]

## النص
جاءت المقولةفي إنجيل متى:
مت 5 :39 و اما أنا فاقول لكم لا تقاوموا الشر بل من لطمك على خدك الايمن فحول له الاخر أيضا
وجاءت كذلك بصيغة مختلفة قليلا في إنجيل لوقا:

كما جاءت في تفسير ابن كثير بصيغة مختلفة أيضا، في تفسيره لآية 82 من سورة المائدة، وصيغتها: 